# ماسامیتسو کانموتو
ماسامیتسو کانموتو (انگلیسی: Masamitsu Kanemoto؛ زادهٔ ۱۷ اکتبر ۱۹۶۲) بازیکن فوتبال اهل ژاپن است.
از باشگاه‌هایی که در آن بازی کرده‌است می‌توان به باشگاه فوتبال ویسل کوبه اشاره کرد.